# معركة عدن (2019)
معركة عدن هي اشتباكات مسلحة اندلعت في أغسطس 2019 بين قوات المجلس الانتقالي الجنوبي المدعومة من الإمارات العربية المتحدة والحكومة اليمنية في عدن، بعد أن دعى نائب رئيس المجلس الانتقالي الجنوبي، هاني بن بريك، إلى النفير العام وطالب «المقاومة الجنوبية» بالتوجه صوب قصر معاشيق الرئاسي للسيطرة عليه.
ووصفت حكومة الرئيس اليمني عبد ربه منصور هادي خطوة المجلس الانتقالي الجنوبي المدعوم من الإمارات بأنها انقلاب،  وفي 10 أغسطس تمكنت قوات المجلس الانتقالي من السيطرة على عدن، وأسفرت الاشتباكات على مدى أربعة أيام 7 - 10 أغسطس عن مقتل ما لا يقل عن تسعة مدنيين وأكثر من 20 مقاتلا. وحملت حكومة هادي دولة الإمارات «المسؤولية الكاملة عن التمرد المسلح لمليشيا ما يسمى بالمجلس الانتقالي وما ترتب عليه».
في 28 أغسطس قالت مصادر إعلامية أن القوات الحكومية استعادت السيطرة على أجزاء واسعة من مدينة عدن بعد أن استعادت السيطرة على محافظتي شبوة وأبين. وبحلول اليوم التالي استعادت الانتقالي معظم مناطق عدن مرة أخرى، واتهمت الحكومة التي يقودها هادي الإمارات بشن غارات جوية على قواتها، مما أسفر عن مقتل 30 شخصًا على الأقل.
في 29 أغسطس اتهم الرئيس اليمني عبد ربه منصور هادي الإمارات العربية المتحدة بقصف قوات الجيش الوطني، ودعم وتمويل المجلس الانتقالي الجنوبي الانفصالي في عدن «سعياً لتقسيم البلاد». وأعلنت وزارة الدفاع اليمنية عن سقوط أكثر من 300 قتيل وجريح من الجيش اليمني في غارات جوية شنتها مقاتلات الإمارات العربية المتحدة على مواقع القوات الحكومية، خلال اليومين الماضيين في عدن.

## خلفية
في 27 أبريل 2017 عزل الرئيس عبد ربه منصور هادي اثنين من قادة الجنوب المؤيدين للانفصال والمستفيدين من الدعم الإماراتي وهما محافظ عدن عيدروس الزبيدي ووزير الدولة هاني بن بريك، وتم تنظيم مظاهرات في عدن احتجاجاً على القرار، وفي منتصف شهر مايو تم تشكيل المجلس الانتقالي الجنوبي بقيادة عيدروس الزبيدي ونائبه هاني بن بريك، ومع دعم عسكري من قوات الحزام الأمني المدعومة من الإمارات العربية المتحدة.
في 1 أغسطس قتل ما لا يقل عن 36 من القوات العسكرية التابعة للمجلس الانتقالي، بما في ذلك منير اليافعي القيادي في الحراك الجنوبي، وأصيب العشرات في هجوم صاروخي تبنته جماعة الحوثي على معسكر بالقرب من مدينة عدن  واتهم المجلس الانتقالي حزب الإصلاح الحليف للحكومة بالتواطؤ في الهجوم.

## الخط الزمني
سيطر الانتقالي على كريتر في 9 أغسطس 2019. واستولى الانتقالي على معسكر بدر والقصر الرئاسي في 10 أغسطس وقتل ما مجموعه 20 شخصًا.

### وقف إطلاق النار
توقفت الاشتباكات لفترة قصيرة في 11 أغسطس 2019 عقب طلب التحالف إيقاف الاشتباكات المسلحة، ووافق الانتقالي على الانسحاب من عدة نقاط تفتيش، ونفت الإمارات دعمها للانتقالي.

### استمرار الاشتباكات
عادت الاشتباكات بكثافة أقل في 16 أغسطس 2019 بعد رفضت قوات الانتقالي الانسحاب من بعض المواقع التي استولى عليها، 
في 28 أغسطس قالت مصادر إعلامية أن القوات الحكومية استعادت السيطرة على معظم أحياء عدن بما في ذلك مطار عدن الدولي. وفي يوم الخميس 29 أغسطس 2019 تقدمت القوات الحكومية صوب الحاجز الأمني الذي سيطر عليه الانتقالي في «نقطة العلم»، على بعد 12 كيلو متر شرقي عدن في مسعى لاستعادته، ونشرت قوات الحزام الأمني دبابات ومدرعات في محيط مطار عدن الدولي بالتزامن مع اندلاع اشتباكات في حي السعادة المجاور للمطار بين مسلحين من الحي ومسلحي الحزام الأمني المتمركزة قرب المطار.
وفي وقت لاحق من الخميس 29 أغسطس قصف الطيران الإماراتي القوات الحكومية في عدن ومدينة زنجبار بمحافظة أبين، ووصفت الحكومة اليمنية ذلك «بالاستهداف السافر الخارج عن القانون والأعراف الدولية»، وأعلنت وزارة الدفاع عن سقوط أكثر من 300 قتيل وجريح من الجيش اليمني في الغارات الجوية للمقاتلات الإماراتية على مواقع القوات الحكومية، خلال اليومين الماضيين في عدن.

## اشتباكات في مناطق أخرى في اليمن

### أبين
وقعت اشتباكات في أبين في 20 أغسطس 2019،  بعد أن سيطرت قوات الانتقالي على معسكر «الشرطة العسكرية» في منطقة الكود ومعسكر «الأمن الخاص» في مدينة زنجبار عاصمة محافظة أبين بعد مواجهات عنيفة استمرت عدة ساعات. وفي 27 أغسطس اشتبكت قوات من اللواء 115 مشاة مع قوات الحزام الأمني في مديرية لودر ووصلت قوات من الجيش الحكومي قادمة من منطقة بلحاف في محافظة شبوة إلى مدينة أحور الواقعة على ساحل البحر العربي، وتمركزت فيها بالتزامن مع انسحاب قوات من الحزام الأمني منها. وأتجهت قوات أخرى نحو بلدة شقرة الساحلية شرقي زنجبار مركز العاصمة.
في يوم الأربعاء 28 أغسطس سيطرت قوات الجيش على مدينة شقرة شرقي أبين ودخل مدينة زنجبار عاصمة المحافظة أبين.

### شبوة
في 21 أغسطس 2019 هاجمت قوات تابعة للمجلس الانتقالي معسكرات الجيش اليمني، وأتهمت الحكومة اليمنية قيادة القوات الإماراتية في مدينة بلحاف شرق محافظة شبوة، بتفجير الوضع في المحافظة، وأن القوات الإماراتية تحاول اقتحام مدينة عتق مركز المحافظة. ورفضت الإمارات اتهامات الحكومة اليمنية لها بالوقوف وراء التطورات،  وفي 23 أغسطس أحكمت القوات الحكومية سيطرتها على مدينة عتق، بعد مواجهات مع مسلحي «النخبة الشبوانية» المدعومة من الإمارات.

## ردود الأفعال

### دولية
- السعودية : قالت وزارة الخارجية السعودية إنها قدمت دعوة للحكومة اليمنية وللأطراف الأخرى في عدن للاجتماع في الرياض لوقف ”الفتنة وتوحيد الصف، وذلك للتصدي لميليشيا الحوثي“.[3]
- أعرب مجلس الأمن عن قلقه البالغ من التطورات الأخيرة في جنوب اليمن، ومحاولات الاستيلاء على مؤسسات الدولة باستخدام العنف، مجدداً تأكيده والتزامه بوحدة اليمن وسيادته واستقلاله وسلامته الإقليمية.[29]
- التحالف العربي: قال الناطق الرسمي باسم التحالف تركي المالكي في رده على سؤال حول القصف الإماراتي لقوات الجيش اليمني «إن قيادة القوات المشتركة للتحالف تعمل مع الحكومة اليمنية ممثلة في وزارة الدفاع في اجتماعات وتواصل مثمر وبناء ومحفز للحصول على المزيد من المعلومات في هذا الجانب».[30]